# Echium lancerottense
Echium lancerottense Lems & Holzapfel, conocida como viborina de Lanzarote, es una especie de planta herbácea anual perteneciente a la familia Boraginaceae originaria de la Macaronesia.

## Descripción

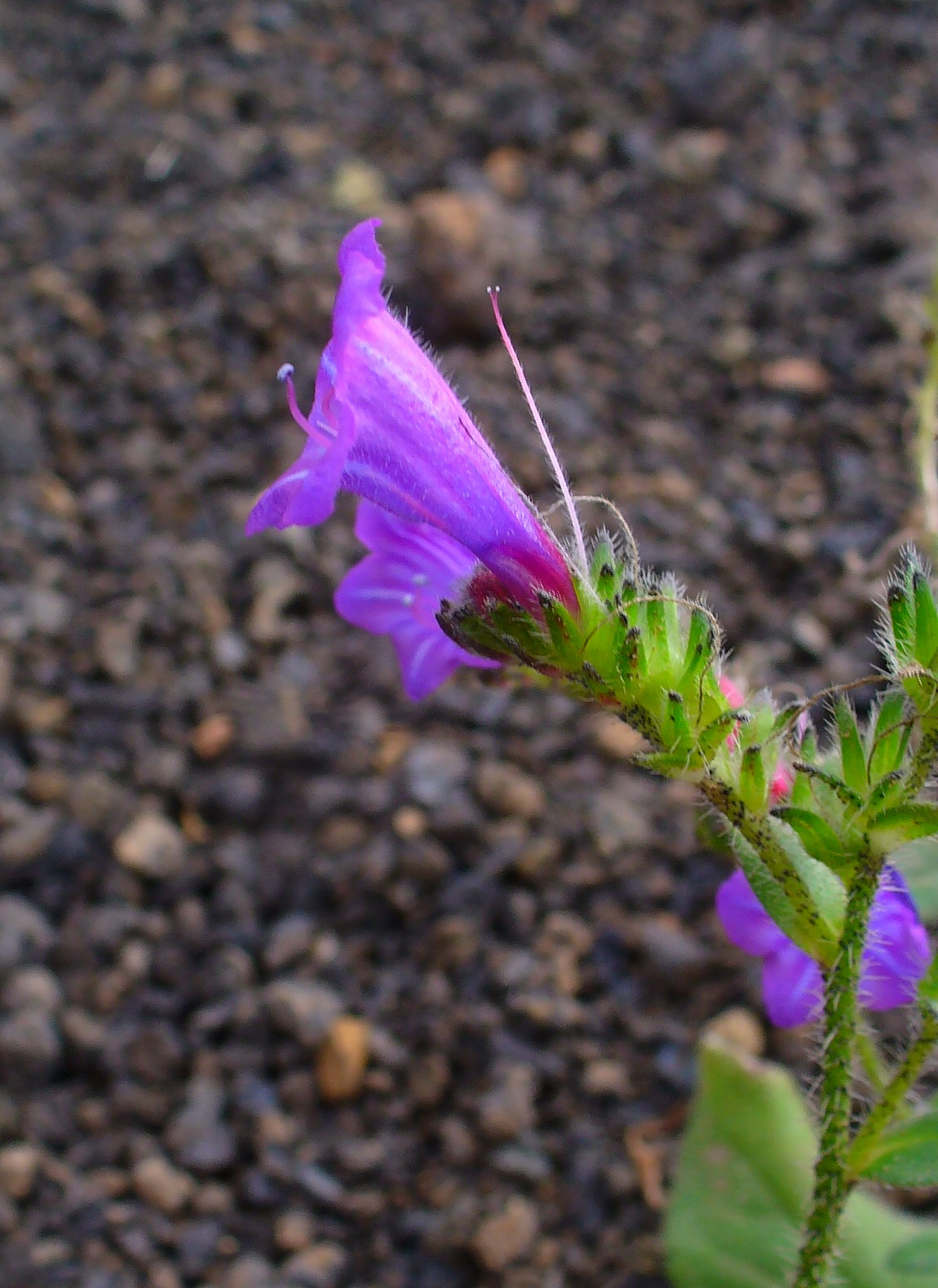
Vista de la flor.

Pertenece al grupo de especies herbáceas de carácter anual. Se diferencia por sus flores, que son de color azul violáceo y que poseen una corola de 10-13 mm. Las hojas son ovadas, densamente vellosas y poseen un corto peciolo.
Cuenta con la variedad macrantha Lems & Holzapfel, que se diferencia por poseer varios tallos florales y corolas muy grandes y robustas de hasta 25 mm.

## Distribución y hábitat
Echium lancerottense es un endemismo de la isla de Lanzarote ―Canarias, España―.
Posee cierto hábito ruderal, creciendo también en riscos desde el nivel del mar hasta los 700 metros de altitud. Es abundante sobre todo en el extremo norte de la isla.
La variedad macrantha se desarrolla mayoritariamente en condiciones más extremas, en áreas secas y azotadas por el viento.

## Taxonomía
Echium lancerottense fue descrita por Kornelius Lems y Christina Marie Holzapfel, y publicada en Bulletin of the Torrey Botanical Club en 1968.
Etimología
- Echium: nombre genérico que deriva del griego echion, derivado de echis que significa víbora, por la forma triangular de las semillas que recuerda vagamente a la cabeza de una víbora.[7]

- lancerottense: epíteto geográfico que alude a su localización en la isla de Lanzarote.[2]

- macrantha: epíteto que procede del griego makros, 'grande', y anthos, 'flor', aludiendo al mayor tamaño de las flores.[8]

Sinonimia
La especie y su variedad cuentan con la siguiente sinonimia:
- Echium pitardii A.Chev.
- Echium pitardii var. macrantha (Lems & Holzapfel) Bramwell

## Nombres comunes
Se conoce como viborina o lengua de vaca, que son los nombres vernáculos dados en Canarias a las especies herbáceas del género Echium. Fuera de la isla y a nivel divulgativo se conoce también como viborina de Lanzarote, por su lugar de crecimiento.